# Antônio d'Oliveira Castro
António d’Oliveira Castro, * Recife, Pernambuco, Brasil, ca. 1847 - † ?, ?,  nunca chegou a ser propriamente fazendeiro ou negociante em Pernambuco, como o seu pai, o barão de Benfica. Era apenas comissário (commission agent) na praça de Liverpool, Merseyside (Inglaterra, GB), mais especificamente de algodão em rama (raw cotton) transportado em fardos por navios vindos de Pernambuco (Brasil).

## Família e descendência
Filho de António José de Castro, * c. de 1824 Pernambuco (Brasil) - † 6-VIII-1880 Lisboa (Portugal) primeiro e único barão de Benfica e de Hermínia Ideltrudes de Oliveira, * 1827 Recife, Pernambuco (Brasil) - † 5-VI-1902 Rio de Janeiro (Brasil). Casou-se no dia 7-VII-1877 por acto religioso na St. Alban's Catholic Church (diocese de Shrewsbury), Liscard, distrito municipal de Wallasey, metropolitan borough de Wirral, condado metropolitano de Merseysida (Inglaterra, Reino Unido) e por acto civil no Ofício de Registo Civil de Birkenhead (Wirral) com Angélica Ernestina Henriques Ferreira, * 18-III-1850 Macinhata do Vouga, distrito de Aveiro (Portugal) – † 4-II-1912 Albergaria-a-Velha (Portugal), filha do Dr. José Henriques Ferreira (* 1802 - † 1893), e de D. Antónia Augusta de Castro Corte-Real, * 17-III-1829 Oliveirinha, Aveiro (irmã mais velha de José Luciano de Castro, presidente do Conselho de Ministros de Portugal por 3 vezes). Tiveram dois filhos: Hermínia Henriques de Castro, * 13-XII-1879 Birkenhead, Wirral (Inglaterra, GB) – † 8-II-1960 Albergaria-a-Velha (Portugal) e José Henriques de Castro, * 27-XI-1881 Liverpool (Inglaterra, GB) – † 8-X-1964 Porto (Portugal), ao nascer na Inglaterra ambos eram por direito de solo (jus soli) súbditos britânicos. Somente José Henriques de Castro por ser homem (marido) é que se manteve súbdito britânico até morrer. A sua irmã ao casar-se com um cidadão estrangeiro (português) perdeu automaticamente a cidadania do Império Britânico.

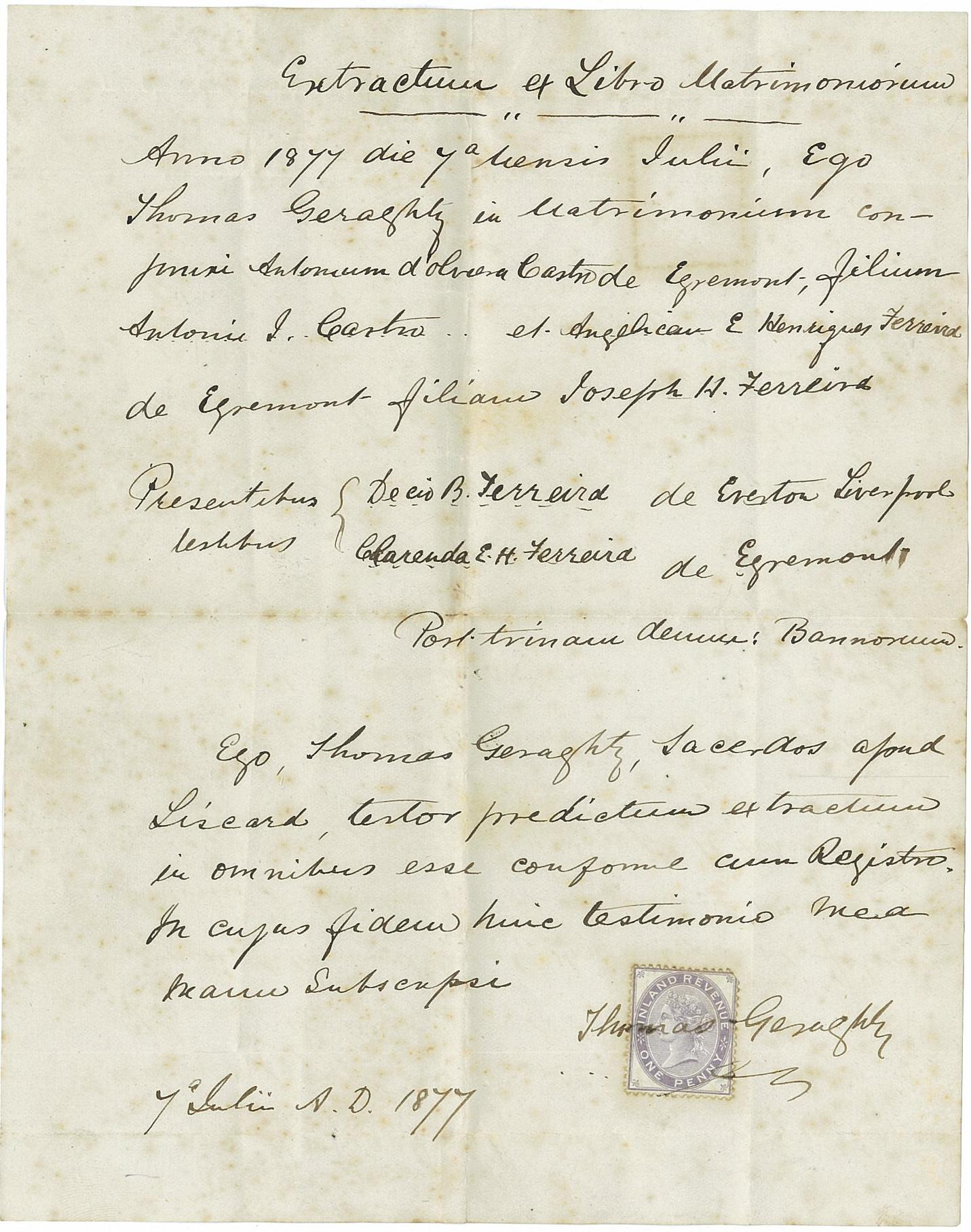
Extracto de Casamento

## Factos históricos
Ao iniciar a década de 1880 António d’Oliveira Castro decidiu deixar a sua residência em Tranmere, Egremont, Birkenhead onde nasceu a sua filha Hermina Henriques de Castro para ir viver mais próximo do trabalho, fixando residência em Liverpool à Rua de Falkner n.º 62, onde nasceu o seu filho José Henriques de Castro. Mesmo após a morte de seu pai, o barão de Benfica em Agosto de 1880, Antonio d’Oliveira Castro continuou a viver sempre nessa mesma morada em Liverpool. Não herdou o título de barão de Benfica por esta baronia não ser hereditária  e nem chegou a adquiri-la, no tempo que mediou entre a morte do seu pai em 1880 e a extinção da monarquia brasileira em 1889 com a Proclamação da República. António d’Oliveira Castro fez fortuna actuando no mercado do algodão em Liverpool (The Cotton Exchange). O seu período de maior prosperidade foi entre 1876 e 1896, o qual coincidiu com o período, em que foi cônsul-geral do Brasil em Liverpool, o notável diplomata José Maria da Silva Paranhos Júnior (* 1845 - † 1912), mais conhecido como barão do Rio Branco, quando então chegavam a Liverpool, em média, 50 navios por mês transportando fardos de algodão do Brasil. Adquiriu tão facilmente a fortuna nessa época que acabou por se transformar também em jogador muito conhecido nos casinos da Europa e o vício do jogo então fê-lo perder toda a fortuna após findar os anos dourados do Barão do Rio Branco em Liverpool. A conjuntura económica que seguiu em finais do Século XIX fê-lo perder os seus meios de rendimento quando a indústria de transformação do algodão em tecido na Grã-Bretanha sofreu uma diminuição abrupta na parte da sua produção que se destinava ao mercado brasileiro. O governo do Brasil introduziu taxas de tributação tão elevadas na importação de artigos têxteis que o número de navios com fardos de algodão chegados a Liverpool vindos do Brasil declinou também em igual proporção. Em conclusão, a sua abastança e fortuna tinham a mesma origem: o algodão brasileiro.